# Nhà trách nhiệm

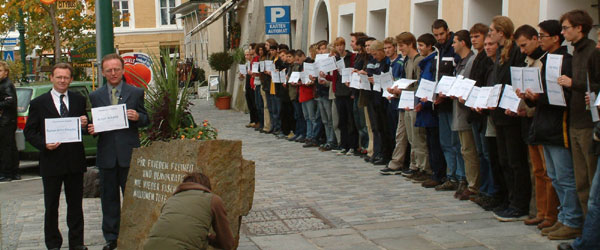
Gerhard Skiba, Andreas Maislinger và Gedenkdiener trước ngôi nhà khai sinh của Adolf Hitler để tưởng nhớ Áo nghĩa quân giữa các quốc gia.

Nhà trách nhiệm (HRB) ở Braunau am Inn là ý tưởng thành lập một địa điểm gặp gỡ quốc tế và một nơi học tập trong ngôi nhà sinh của Adolf Hitler. Ý tưởng cho một Nhà trách nhiệm bắt nguồn từ người sáng lập Gedenkdienst và chủ tịch của Dịch vụ Áo ở nước ngoài Tiến sĩ Andreas Maislinger.